# Conan, el aventurero

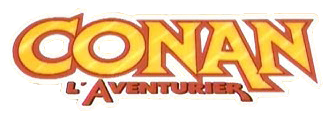
Logotipo.

Conan el Aventurero fue el nombre de una popular serie de animación estadounidense adaptada de un cómic titulado Conan el Bárbaro, adaptado a su vez de una serie de novelas creadas por Robert E. Howard en los años 1930. Producida por Jetlag Productions y Sunbow Productions, la serie se estrenó el 1 de octubre de 1992 llegando a los 64 episodios y concluyendo exactamente dos años después, el 1 de agosto de 1994.

## Historia
En la serie existe un poderoso metal llamado Metal Estelar. El padre de Conan forjó varias armas con dicho metal y las vendió. Entre sus mejores trabajos destaca una magnífica espada, entregada a Conan. Esta última arma fue colocada en una cripta, cubierta con incontables y pesadas losas de piedra. El padre de Conan le dijo a este que cuando fuese lo "suficientemente hombre" (es decir, lo suficientemente fuerte) para empujar las losas de piedra y retirarlas, podría ser propietario de la espada.
Los malvados Hombres Serpiente, asistentes del hechicero Wrath-Amon, buscan el Metal Estelar para liberar a su dios Set de "la nada". Set fue exiliado de la Tierra en el pasado por los poderes combinados de todos los habitantes del planeta porque quería esclavizar a la raza humana.
Después de descubrir donde se ocultaba el Metal Estelar, Wrath-Amon fue en busca de la familia de Conan. Él y la Secta de la Serpiente mataron a muchas personas en su búsqueda del Metal Estelar (ocurrido en las películas). Por ello, el padre de Conan decidió vender la mayor parte del metal, e informó a Wrath-Amon de ello (esto era mentira; aparte de la espada, salió también a la luz que parte del Metal Estelar fue escondido por los aldeanos). Wrath-Amon usa el hechizo de la Piedra Viviente sobre la familia de Conan, convirtiéndoles en estatuas.
Conan va en busca de la espada forjada con el Metal Estelar para atacar a Wrath-Amon y su clan y liberar a sus padres. Cuando la espada de Metal Estelar está cerca de Wrath-Amon trastorna su poder mágico y muestra su verdadero rostro de serpiente. La leyenda dice "¡Aquel que vea el verdadero rostro de Wrath-Amon debe morir!" (esta escena es similar a una de las películas.)
Los secuaces de Wrath-Amon son también hombres serpiente disfrazados bajo apariencia humana. Cuando la espada de Metal Estelar de Conan está cerca de alguno de ellos, estos muestran su verdadera apariencia de reptil. Cuando un objeto de Metal Estelar entra en contacto con uno de los hombres serpiente son llevados a la nada junto a Set. Muchos espías, agentes de Set y Estígia, todos ellos hombres serpientes, estaban presentes en muchas ciudades, países y tribus a lo largo de todo el territorio de la era de Conan.

## Conan el Bárbarovs.Conan el Aventurero
En comparación con las historias originales de Conan en blanco y negro como Rey Conan, Conan Saga, La Espada Salvaje de Conan, o Conan el Bárbaro, los dibujos muestran un mayor grado de moralidad moderna. Si bien el Conan de estos cuentos era sanguinario, mujeriego y ladrón, en la animación Conan tiene más en común con los héroes de otros dibujos animados como He-Man. Es una persona de carácter bondadoso, aunque un poco ingenuo, capaz de sacrificarse por sus amigos, algo que le hace muy respetable.
Cuando Conan el Aventurero se estrenó, el villano original previsto era el hechicero esquelético, Thulsa Doom que fue la plantilla para el archienemigo de He-Man, Skeletor. Sin embargo Wrath-Amón (que está vagamente basado en Thoth-Amón) fue creado como el principal villano. La serie también generó un pequeño merchandising en 1992 por Hasbro.
El argumento final donde Wrath-Amon cita al diabólico dios serpiente Set, fue puesta en la versión de 2002 de He-Man. En esta historia, King Hiss y el Hombre Serpiente convocan a su dios Serpos y He-Man lucha contra Serpos para salvar Eternia. Esta primera encarnación de Conan en forma de dibujos animados muestran un comportamiento mucho mejor que en su secuela, Conan y los jóvenes guerreros , que duró solo 13 episodios.

## Personajes

### Héroes
- Conan: Héroe de la historia, busca liberar a su familia de un hechizo de Wrath-Amon que los ha convertido en piedra. Cuando era un adolescente su padre forjó para él una espada de metal estelar con la que combate a los sirvientes Set desde que su familia fue maldecida.
- Needle: es un joven fénix de 100 años de edad, que vive en el escudo que el mago Epimetrius (ver abajo) dio a Conan. Es gruñón y arisco y tiene la habilidad de meterse en todo tipo de líos. También le encanta comer granadas. Es inmune al fuego y puede fusionarse a cualquier superficie lisa convirtiéndose en una imagen bidimensional de un fénix.
- Epimetrius: Uno de los magos que participaron en el destierro de Seth a otra dimensión. Convertido en fantasma tras su muerte, permaneció durante largo tiempo en la Tierra a fin de evitar el regreso de Set.
- Zula: Príncipe de una tribu de la jungla, se conocieron con Conan cuando ambos fueron convertidos en esclavos por los hombres de Wrath-Amon; posee el poder de comunicarse con los animales por medio de la invocación del espíritu protector de la selva. Su arma de metal estelar, eran unas boleadoras que posteriormente fundió y las convirtió en un búmeran.
- Jezmine: Acróbata de un circo que Conan y sus aliados conocieran y se uniera a ellos. Su armas eran una estrellas ninja de metal estrella que llevaba en una de sus muñequeras; por medio de una poción mágica hechizó sus estrellas para que regresaran por sí mismas cuando las llamara.
- Greywolf: Es un mago de viento, que si bien su metal estrella no es un arma propiamente dicha, es una garra de lobo de metal estrella que coloca en su báculo mágico y aumenta su magia. Viaja con Conan para encontrar la forma de devolver a sus hermanos su forma humana.
- Falkenar: Además de su habilidad para volar como un halcón, gracias a una capa mágica que se transforma en una capucha alada; tiene un látigo en cuyas puntas tiene incrustados pequeños fragmentos de metal estrella.
- Sasha & Meesha: Hermana y hermano mayores de Greywolf convertidos en lobos. Originalmente eran magos de fuego y agua respectivamente, pero fueron maldecidos con licantropía y desde entonces tienen el aspecto de dos lobos que viajan siempre junto a su hermano menor.
- Snagg: Guerrero feroz, era de una tribu rival de Conan y al principio eran grandes rivales entre ellos. A pesar de que sus personalidades e ideas chocan constantemente esto no evita que sean amigos muy cercanos. Su arma de metal era una hacha, anteriormente la complementaba con un gancho de metal estelar de forma que podía atacar a larga y corta distancia, sin embargo a pedido de Conan cedió esta arma para forjar cuatro herraduras que permitieran a Trueno defenderse durante las batallas.
- Trueno: Caballo de Conan, de pelaje negro, es extremadamente fuerte agresivo además de muy inteligente al punto que ni el propio Conan posee la fuerza necesaria para montarlo a menos que el corcel se lo permita. Sus herraduras están forjadas de metal estrella, de modo que sus coces envían a los guerreros serpiente a otra dimensión.

### Villanos
- Set: Dios serpiente con la forma de una gigantesca cobra; esta entidad maligna antiguamente dominaba el mundo hasta que todos los magos humanos unieron sus fuerzas y lograron exiliarlo a otra dimensión, aun así puede manifestarse a través de sus estatuas para dar órdenes a sus seguidores o enviar porciones de su poder para recargar el anillo de Wrath-Amon. También se le conoce como Dambala.
- Wrath-Amon: Principal servidor de Set. Su objetivo es liberar a Set de su exilio y traerlo de nuevo a la Tierra. Posee el anillo serpiente, hecho con metal estelar corrupto y cargado con la energía de Set. Originalmente era un Dragón de Komodo usado como bestia guardián en el palacio de Ram-Amon, pero tras ser transformado por su amo lo traiciona y ocupa su lugar.
- Dregs: Mascota de Wrath-Amon, es una pequeña serpiente amarilla y negra con grandes colmillos. Cobarde y engañosa, permanece fiel a Wrath-Amon por miedo a este.
- Skulkur: Un guerrero esqueleto con poder sobre los muertos, a los que puede sacar de sus tumbas. Es un leal servidor de Wrath-Amon.
- Windfang: Un demonio volador de cuatro brazos que sirve a Wrath-Amon. En origen fue un poderoso soldado de un ejército que se enfrentó a Wrath-Amon y perdió. Este lo convirtió en esclavo como castigo.
- Ram-Amon: Hace 200 años era el principal servidor de Set. Gran hechicero, convierte a su mascota lagarto en una criatura humanoide para que le sirva, pero esta lo traiciona y encierra en prisión, ganándose el favor de Set y convirtiéndose así en Wrath-Amon.
- Mesmira: Malvada hechicera expulsada de la ciudad de los magos. Trabaja para sus propios fines, odia en especial a Greywolf e intenta ganarse los favores de Set por su cuenta y riesgo para sus ambiciones.

#### La Secta Serpiente
El Culto a la Serpiente es una malvada secta religiosa que trabaja para su dios Set y capta a más víctimas, incluso los habitantes temen la ira de Wrath-Amon (similar a la película de Conan). Wrath-Amon predica la malvada religión de Set al igual que el mago Ram-Amon lo hizo antes que él. Busca librarse de los abismos y establacerse como dios.
Diferente a la versión de la película, únicamente la brutalidad de la Secta Serpiente se muestra al matar a gente y esclavizarla, con menos violencia, también se alimentan de seres humanos pero no se muestra.

## Música
Conan! The Adventurer!
Conan! Warrior without fear!
He's more powerful than any man, his legend spans across the land and sea!
Conan! The mightiest warrior ever!
His quest: To undo the spell of living stone cast upon his family, by driving the evil Serpent Men back into another dimension, and vanquishing their leader; the cruel wizard, Wrath-Amon!
Conan! The Adventurer!
Conan, Man of Bravery!
With his magic sword protecting, the mightiest of warriors is he! Feel the power...(sometimes excluded)
CONAN!

## Colecciones cómic Conan
- La Espada salvaje de Conan
- La Espada salvaje de Conan V 2
- La Espada salvaje de Conan V 3
- Conan el Bárbaro cómic book a color
- Conan tapa roja - "Tomos"
- Mejores autores Conan
- Novelas gráficas Conan color
- Novelas gráficas Conan mono color
- Tiras de prensa Conan
- Super Conan
- Conan especiales - "Tomos"
- King Zice anual Conan
- Conan la leyenda
- Las Crónicas de Conan
- Conan Saga
- Conan el Aventurero
- Conan Libros a color